# Maurice Bourgès-Maunoury
Maurice Bourgès-Maunoury (Luisant, 19 agosto 1914 – Parigi, 10 febbraio 1993) è stato un politico francese.
È stato Presidente del Consiglio della Repubblica francese dal 13 giugno al 6 novembre 1957.